# Francis Seymour (5e marquis d'Hertford)
Francis George Hugh Seymour, 5e marquis d'Hertford (11 février 1812 – 25 janvier 1884), connu sous le nom de Francis Seymour jusqu'en 1870, est un officier de l'armée britannique, courtisan et homme politique conservateur. Il est Lord Chambellan sous Benjamin Disraeli de 1874 à 1879.

## Famille et éducation
il est le fils aîné de l'amiral George Seymour et de son épouse Georgiana Mary Berkeley, fille de George Cranfield Berkeley, le frère aîné d'Henry Seymour (amiral) (en) et de Lady Laura Seymour. Il est le petit-fils d'Hugh Seymour et un arrière-petit-fils de Francis Seymour-Conway, 1er marquis de Hertford, et c'est par cette ligne qu'il devient marquis d'Hertford lorsque son cousin éloigné, Richard Seymour-Conway, 4e marquis de Hertford, meurt célibataire et sans descendance en 1870. Il hérite du majorat de propriétés dont Ragley Hall, tandis que le reste de la propriété va au fils illégitime de son cousin Richard Wallace, notamment ce qui est devenu la Wallace Collection.
Il fait ses études à Harrow.

## Carrière
Seymour rejoint les Scots Fusilier Guards en tant que lieutenant en juillet 1827, arrivant au grade de général en 1876 et prenant sa retraite en 188 .
Il est le maitre de la garde-robe de Guillaume IV et Victoria entre 1833 et 1870. En 1874, Seymour, devenu Lord Hertford, est admis au Conseil privé et nommé Lord Chambellan sous Benjamin Disraeli, poste qu'il occupe jusqu'en 1879. Juste avant sa retraite, il est nommé Chevalier Grand-Croix de l'Ordre du Bain.

## Famille
Lord Hertford épouse, le 9 mai 1839, Emily Murray (1816-1902), fille de David William Murray (3e comte de Mansfield) et Frederica Markham.
Ils ont dix enfants :
- Frederica Georgina Seymour (c 1841 – 1848), est morte jeune ;
- Horatia Elizabeth Seymour – épouse Henry David Erskine, un descendant direct des comtes de Mar ;
- Hugh Seymour (6e marquis d'Hertford) ;
- Florence Catherine Seymour mariée au Rev. James Blunt.
- Albert Charles Seymour (1847 – 1891), épouse Sarah Napier ;
- Georgina Emily Lucy Seymour (1848 – 1944), épouse Henry Home-Drummond-Moray, petit-fils maternel de Charles Douglas (6e marquis de Queensberry) ;
- Ernest James Seymour (1850 – 1930), épouse Lady Georgiana Fortescue, fille de Hugh Fortescue (3e comte Fortescue) ;
- Constance Adelaide Seymour (1852 – 1915), épouse Frederick St John Newdigate Barne, et a des enfants, dont Michael Barne ;
- Mary Margaret Seymour (1855 – 1948), épouse George Dashwood, 6e baronnet ;
- Le révérend Victor Alexander Seymour (1859 – 1935), épouse Elizabeth Cator.

Lord Hertford est décédé le 25 janvier 1884, à l'âge de 71 ans, des suites d'une chute d'un cheval à Ragley Hall . Il est remplacé au marquisat par son fils aîné, Hugh. La marquise douairière de Hertford est décédée à Westcott, Surrey, le 24 juin 1902, à l'âge de 86 ans .